# بورخا فيدال
بورخا فيدال (بالإسبانية: Borja Vidal Fernández Fernández) مواليد 25 ديسمبر 1981، هو لاعب كرة يد يحمل الجنسية القطرية والإسبانية. مثّل منتخب قطر لكرة اليد. كان لاعب كرة سلة سابق حتى سنة 2005 حيث إنتقل للعب كرة اليد.

## معرض صور

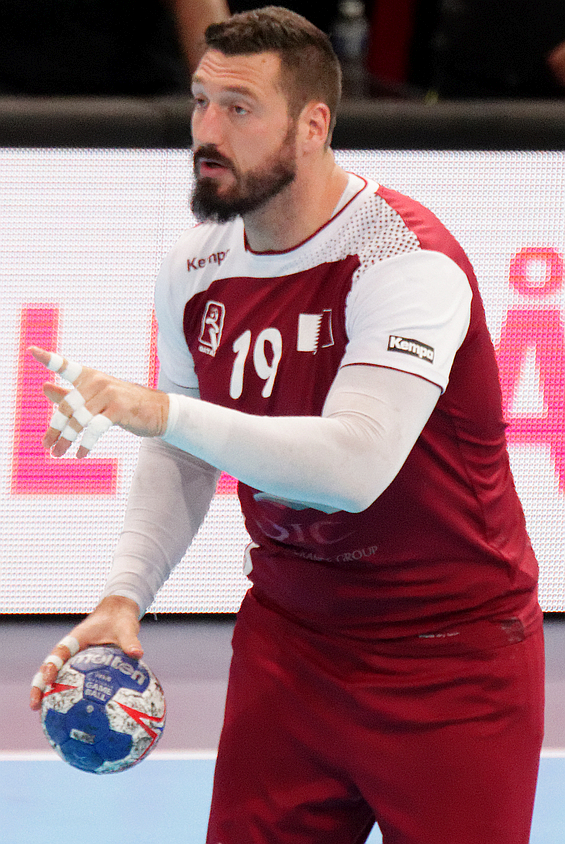
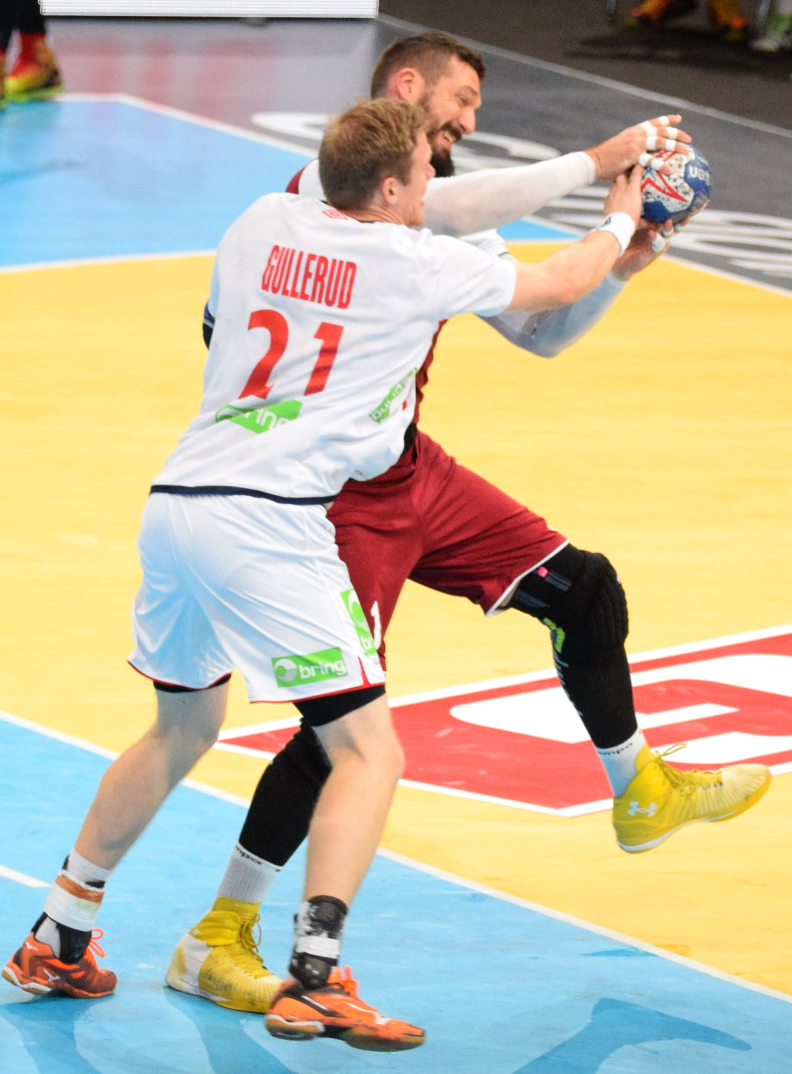
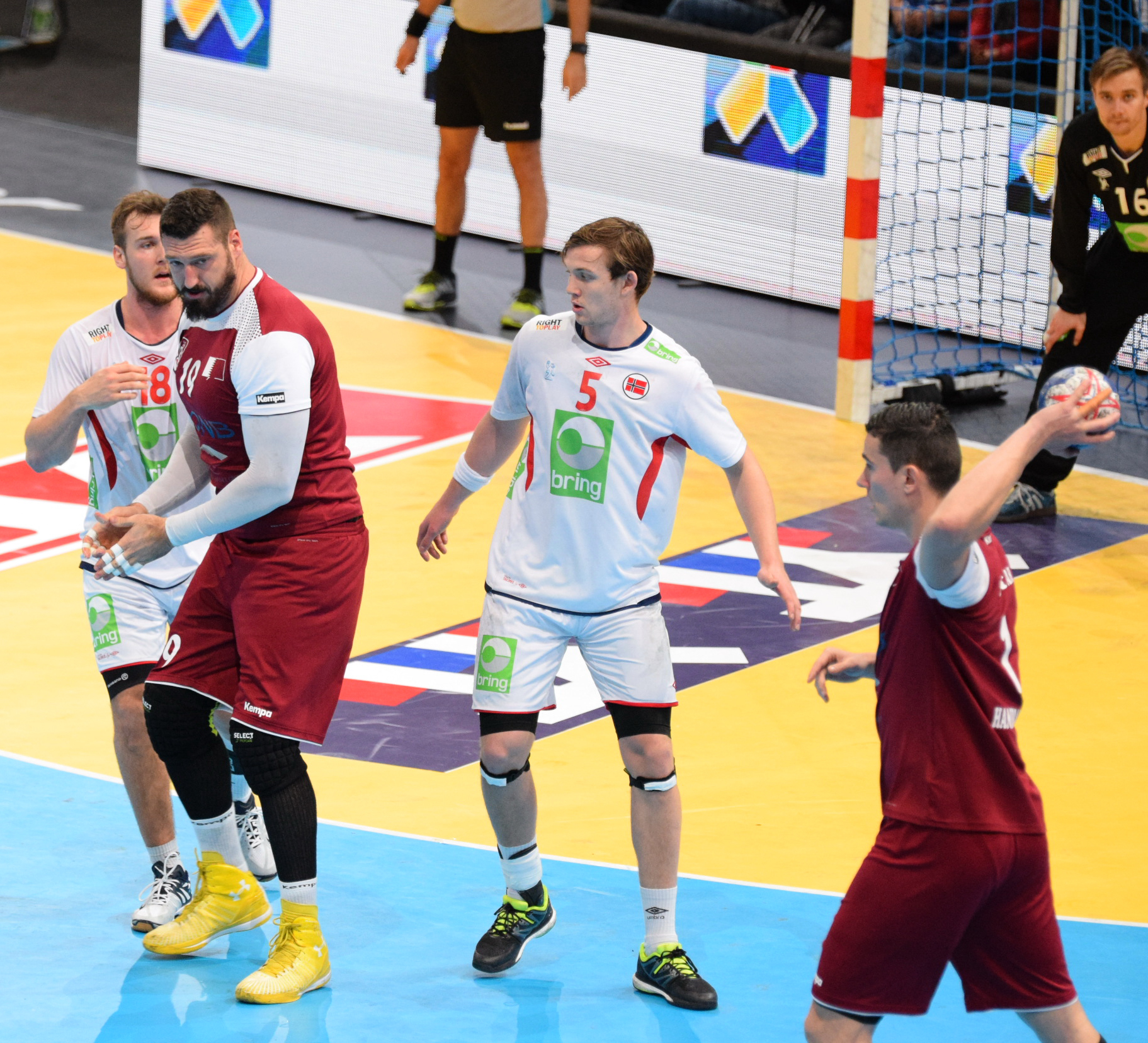

## الميداليات
| الميدالية | المسابقة                           |
| --------- | ---------------------------------- |
| فضية      | بطولة العالم لكرة اليد للرجال 2015 |

## روابط خارجية
- بورخا فيدال على موقع الاتحاد الدولي لكرة السلة (الإنجليزية)
- بورخا فيدال على موقع الدوري الإسباني لكرة السلة (الإسبانية)
- بورخا فيدال على موقع كرة السلة الأوروبية.كوم (الإنجليزية)
- بورخا فيدال على موقع ريلجم (الإنجليزية)
- بورخا فيدال على موقع بروبوليرز (الإنجليزية)
- بورخا فيدال على موقع سبورتس رفرنس (الإنجليزية)
- بورخا فيدال على موقع الاتحاد الأوروبي لكرة اليد (الإنجليزية)
- بورخا فيدال على موقع اللجنة الأولمبية الدولية (الإنجليزية)
- بورخا فيدال على موقع أوليمبيديا (الإنجليزية)